# Adolf Engler
Adolf Engler (puno ime Gustav Heinrich Adolf Engler, Sagan, 25. ožujka 1844. – Berlin, 10. listopada 1930.), njemački botaničar poznat po svom sustavu klasifikacije biljaka i za njegovu stručnost geografa biljaka (Fitogeograf).
Engler je stekao doktorat znanosti. na Sveučilištu u Breslau (danas Wrocław) 1866. Nakon četiri godine podučavanja postao je 1871. čuvar botaničkih zbirki Botaničkog instituta u Münchenu, gdje je ostao do 1878., kada je prihvatio mjesto profesora na Sveučilištu u Kielu. Godine 1884. imenovan je profesorom botanike i ravnateljem botaničkog vrta Sveučilišta u Breslauu. Od 1889. do 1921. bio je direktor Berlinskog botaničkog vrta, Dahlem, koji je učinio jednim od najistaknutijih botaničkih vrtova na svijetu. Afriku je posjetio 1902., 1905. i 1913.; Indiju i Javu 1905. godine; a 1913. napravio put oko svijeta.
Engler je bio veliki administrator i voditelj njemačke taksonomske i geografske botanike. Surađivao je s Karlom Friedrichom Philippom von Martiusom u “Flora Brasiliensis” (1861. – 1906.; "Flora Brazila") i s Alphonseom de Candolleom u “Monographiae Phanerogamarum” (1878. – 1891.; "Monografije cvjetnica"). Njegov najveći doprinos taksonomiji je njegova monumentalna “Die natürlichen Pflanzenfamilien” ("Prirodne biljne porodice") uređena s Karlom von Prantlom i drugima (objavljena u dijelovima, 1887. – 1911.), a zatim “Das Pflanzenreich” (1900. – 1937.; "Kraljevstvo biljaka" ). U tim je djelima Engler pružio sveobuhvatan sustav klasifikacije čiji su rasporedi biljnih redova i porodica postali široko prihvaćeni. Englerov “Syllabus der Pflanzennamen” (1892.; "Syllabus of Plant Names") još uvijek je standardna i nezamjenjiva referentna knjiga. Također je bio osnivač “Botanische Jahrbücher” (“Botanički godišnjaci”), koji je uređivao od 1880. do svoje smrti.